# Leopardo-de-amur
O leopardo-de-amur (Panthera pardus orientalis) é a subespécie de leopardo mais setentrional, a qual habita hoje em dia os montes Sikhote-Alin.

## Nomes comuns
Dá ainda pelos seguintes nomes comuns: leopardo-da-sibéria, leopardo-siberiano e leopardo-do-extremo-oriente

## Biologia
Os leopardos-de-amur distinguem-se das demais subespécies de leopardo devido à sua pele e pernas mais grossas e peludas, encontrando-se, portanto, melhor adaptado para sobreviver melhor no clima frio da taiga.
Têm uma pelagem que se destaca por ter ocelos e rosetas maiores e mais espaçadas do que outras espécies. Durante o inverno a pelagem apresenta uma coloração creme-pálido, ao passo que no verão se torna mais alaranjada. A pelagem de Verão tem normalmente cerca de 2,5 centímetros de espessura, porém no inverno tem aproximadamente 7 centímetros. Os machos são aproximadamente duas vezes maiores do que as fêmeas, medindo entre 107 a 136 cm de corpo, aos quais acrescem  82 a 90 cm de cauda, orçando, ainda, à altura do ombro cerca de 64 a 78 centímetros.
Os machos pesam entre 30 e 70 quilos, ao passo que as fêmeas pesam de 25 a 42,5 kg.

## Estado de conservação
A espécie está em estado de ameaça crítica, com menos de 50 espécimes em estado selvagem, devido à degradação do seu habitat por causa de explorações silvícolas e agrícolas, bem como dos incêndios florestais e da caça clandestina, motivada pelo elevado valor comercial do seu pêlo. A última contagem realizada pela WWF revelou que se têm verificado aumentos modestos nas populações de selvagens destes leopardos, porque, num espaço de quatro anos, se descobriram doze espécimes de leopardos-de-amur, onde antes só tinham sido contabilizados sete, o que traz perspectivas positivas sobre o aumento da população.
Graças aos esforços de proteção na Rússia, estes leopardos criticamente ameaçados renovaram a esperança de evitar a extinção. Em Abril de 2018 contabilizaram-se 103 exemplares, ultrapassando-se assim, pela primeira vez em décadas a fasquia dos 100 espécimes para a população de leopardos-de-amur.

## Distribuição e habitat

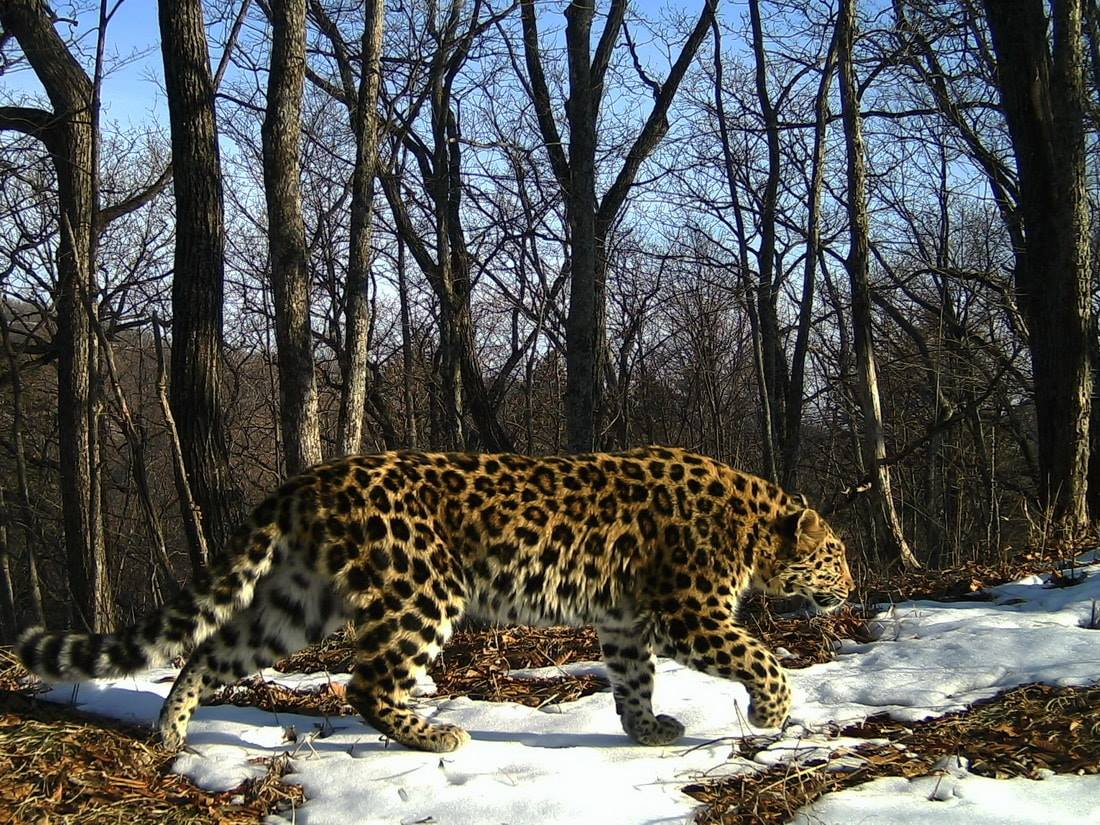
Leopardo de Amur. Quadro de uma armadilha fotográfica

A distribuição do leopardo de Amur foi reduzida a uma fração do seu alcance original. Outrora, estendera-se por todo o nordeste da China, incluindo as províncias de Jilin e Heilongjiang, e por toda a península coreana. A sua presença na Rússia foi drasticamente reduzida durante a década de 1970, tendo-se perdido cerca de 80% do âmbito de alcance anterior.

### Distribuição atual
Hoje, o leopardo-de-amur habita um área de  cerca de 7.000 km2. A última população selvagem estável restante, estimada em 100 indivíduos, vive numa zona exígua na província russa de Primorsky Krai, entre Vladivostok e a fronteira chinesa. Estima-se que na China ainda haja entre 7 a 12 espécimes. Na Coreia do Sul, o último relato referente a um leopardo de Amur remonta a 1969, quando um espécime foi capturado nas encostas da montanha Odo, na província de Gyeongsang do Sul.
Os números de leopardo-de-amur foram reduzindo devido à sobrecaça e à caça furtiva, aliadas à perda de habitat, mercê do desenvolvimento agrícola e urbano. No entanto, tanto por avistamentos videográficos, como por treitas e rastos de neve que se têm encontrado, presume-se que a população se tem mantido estável nos últimos 30 anos, se bem que com uma  taxa de rotatividade de indivíduos alta. Se se tomarem ações de conservação apropriadas, há  hipóteses significativas de que o tamanho da população venha a aumentar, por via do aumento das taxas de sobrevivência e da recuperação de habitat na Rússia e na China.

## Ecologia e Comportamento
Os leopardos-de-amur são crepusculares e geralmente começam a caçar pouco antes do pôr-do-sol, tornando a estar ativos, mais tarde, ao início da manhã. Durante o dia, descansam, refugiando-se em cavernas ou matagais densos, pelo que raramente caçam durante esse período. São solitários, com excepção das fêmeas puerperas, enquanto ainda tenham crias.
São extremamente selectivos na escolha do território, privilegiando os espaços localizados nas imediações das bacias hidrográficas, que geralmente se estendem às fronteiras topográficas naturais da área. Pode acontecer que o território de dois indivíduos se sobreponha, por vezes, o que constitui um fenómeno de simpatria. Consoante o sexo, idade, ou mesmo do tamanho da ninhada, as dimensões do território de um espécime podem variar entre os 30 aos 300 km².
Os leopardos-siberianos são criaturas de hábito, chegando a usar os mesmos trilhos de caça, rotas de migração e até lugares para descanso prolongado ao longo de vários anos.
Eles podem correr a 60 km / h e podem saltar mais de 5,8 m na horizontal e até 3,0 m na vertical.

### Reprodução
A maturidade sexual ocorre aos 2–3 anos e a capacidade de se reproduzir continua até aos 10–15 anos de idade. O cio dura entre 12 a 18 dias e, em casos excepcionais, pode chegar até aos 25 dias. A gestação requer cerca de 90 a 105 dias, sendo que o valor médio ronda os 92 a 95 dias. O peso de um filhote recém-nascido é de 500 a 700 g. Os filhotes abrem os olhos do 7.º ao 10.º dia e começam a andar entre o 12.º e o 15.º dia. No segundo mês, eles saem de seus esconderijos e também começam a comer carne. Os filhotes começam a ser desmamados aos três meses e são ensinados a caçar. O aleitamento continua durante cinco a seis meses, sendo que os filhotes alcançam a independência ao fim de, aproximadamente, dois a três anos. Dessarte, ficam ao resguardo da mãe cerca de dezoito meses, sensivelmente até os dois anos de idade.
A reprodução pode ocorrer durante todo o ano, e o tamanho médio da ninhada é de 2-3 filhotes. Os leopardos-de-amur podem viver até aos 20 anos em cativeiro, mas a expectativa de média vida em soltura, na natureza, é-nos desconhecida. Um estudo elaborado por cientistas da WCS, que teve por base indícios fotográficos recolhidos em 2003, concluiu que leopardos podem viver mais de 10 anos no habitat natural. No entanto, esse mesmo estudo também asseverou que as taxas de mortalidade na natureza podem ser muito altas.

### Concorrentes
Os leopardos-de-amur vivem em zonas montanhosas, evitando dessa maneira atritos com o tigre-siberiano(Panthera tigris tigris) e o urso-pardo (Ursus arctos). Os leopardos convivem somente com chacais e raposas, os quais também lhes servem de presa.
Há vários relatos de confrontos entre leopardos e linces-euroasiaticos, que atestam a supremacia dos leopardo. Por igual, há também relatos leopardos-de-amur que caçaram leopardos-das-neves (Panthera uncia).

## Ameaças
Os leopardos-de-amur são ameaçados pela caça ilegal; pela invasão do seu habitat pelo homem, seja por via da silvicultura ou da expansão urbana; pela endogamia; e pela coexistência com possíveis portadores de doenças e transmissores.
Devido ao reduzido número de leopardos-de-amur em reprodução em estado selvagem, a variabilidade genética é tão reduzida que a população está em risco de Depressão de consanguinidade.
Há o risco de os tigres-siberianos poderem eliminar os leopardos-de-amur, se as densidades de presas de caça de grande e médio porte forem demasiado baixas para sustentar estes dois predadores. A concorrência entre estes predadores tende a diminuir no verão, quando há maior disponibilidade de peças de caça de pequeno porte. No inverno, as condições tornam-se menos favoráveis .

### Caça furtiva
A caça ilegal de leopardos é uma das principais ameaças à sobrevivência desta espécie.
Em 14 meses, de fevereiro de 2002 a abril de 2003, sete peles ou parte de peles foram confiscadas, seis na Rússia e uma na China.

### Endogamia
Um problema grave é o enorme potencial para a endogamia, tendo em conta a reduzida expressividade do número de espécimes de leopardos-de-am. A população restante corre o risco de desaparecer por causa da degeneração genética, mesmo sem qualquer influência humana direta. Os níveis de diversidade são notoriamente baixos, o que é indicativo de um historial de endogamia na população há já várias gerações. Esses níveis de redução genética têm sido associados a anormalidades reprodutivas e congênitas severas que impedem a saúde, a sobrevivência e a reprodução de algumas populações pequenas, mas não de todas, geneticamente diminuídas. A sobrevivência das crias diminuiu de 1,9 filhotes por uma fêmea em 1973 para 1,7 em 1984 e 1,0 em 1991. Além de um declínio na substituição natural, há uma alta probabilidade de mortalidade para todas as faixas etárias como resultado de certas doenças ou impacto humano direto.

## Conservação

### Reintrodução na natureza
Desde 1996, a ideia de reintroduzir leopardos no sul de Sikhote-Alin foi discutida pelos membros da ALTA. Durante um workshop em 2001, foram preparados os esboços e princípios de um plano para o desenvolvimento de uma segunda população de leopardos-de-amur no Extremo Oriente da Rússia.
Foi recomendado: avaliar as razões para extinções localizadas; obter o apoio da população local; aumentar as peças de caça disponíveis nas áreas propostas para a reintrodução; garantir que as condições existentes sejam propícias à reintrodução na área selecionada e garantir a sobrevivência da população existente. Existem duas fontes de leopardos para a reintrodução: leopardos nascidos e criados em zoológicos e leopardos criados em centros especiais de reintrodução, que passaram por um programa de reabilitação para a vida na natureza.
Em março de 2009, o ministro de Recursos Naturais da Rússia, durante sua reunião com Vladimir Putin, assegurou que o ministério estava a gizar a introdução de novos leopardos "importados" de Amur na área e criando um habitat adequado e seguro para eles. O governo já alocou todos os fundos necessários para o projeto.

### Em cativeiro
Um programa de criação em cativeiro para o leopardo-de-amur foi estabelecido em 1961, com nove felinos nascidos em soltura, na natureza. Em dezembro de 2011, havia 173  leopardos-de-amur em cativeiro, em jardins zoológicos espalhados por todo o mundo.